# Stade Concordia
 (avril 2025).
Si vous disposez d'ouvrages ou d'articles de référence ou si vous connaissez des sites web de qualité traitant du thème abordé ici, merci de compléter l'article en donnant les références utiles à sa vérifiabilité et en les liant à la section « Notes et références ».
Le stade Concordia est un stade multifonctionnel situé sur le Campus Loyola de l'Université Concordia à Montréal, au Québec. Il héberge les Stingers de Concordia. Il fut construit en 2003 et sa capacité est de 4 000 sièges.